# 조선인민군 극초음속 미사일 2형
조선인민군 극초음속 미사일 2형은 2021년 자위-2021에서 최초 공개되고, 이듬해인 2022년 1월 공개 시험발사에 나선 조선민주주의인민공화국의 극초음속 미사일이다. 공식 명칭은 공개되지 않았으며, 한국국방안보포럼 연구원이 제창한 가칭이다.

## 배경
2021년 9월 28일, 조선민주주의인민공화국은 극초음속미사일이라는 《화성-8》형을 시험발사 했다.

## 공개
자위-2021에서 제식불명 미사일이 포착되었다. 모자이크 된 채 제식 명칭과 발사 시험 사진 몇 장도 공개되었다.

## 시험발사
- 2022년 1월 5일
- 2022년 1월 11일